# Барио Канделарија Сексион Сегунда (Сан Хуан Атепек)
Барио Канделарија Сексион Сегунда (шп. Barrio Candelaria Sección Segunda) насеље је у Мексику у савезној држави Оахака у општини Сан Хуан Атепек. Насеље се налази на надморској висини од 2325 м.

## Становништво
Према подацима из 2010. године у насељу је живео 1 становник.

### Хронологија
| Година       | 2000         | 2005       | 2010 |
| ------------ | ------------ | ---------- | ---- |
| Становништво | 40 (22 / 18) | 12 (4 / 8) | 1    |

### Попис
| # | Индикатор                     | Вредност |
| - | ----------------------------- | -------- |
| 1 | Укупно домаћинстава           | 2        |
| 2 | Укупно насељених домаћинстава | 1        |
| 3 | Величина локације             | 1        |